# 福井県道108号春江丸岡線
福井県道108号春江丸岡線（ふくいけんどう108ごう はるえまるおかせん）は福井県坂井市内に終始する国道と一般県道を結ぶ一般県道である。

## 路線概要
国道8号と坂井市の住宅街を結ぶ役割を担う路線である。平成の大合併以前は坂井郡春江町と同郡丸岡町を結ぶ役割を担っていたが、合併によってその役割はやや薄くなった。住宅街の合間をくねくねと進む路線なので生活道路としての色が濃く、また沿線に丸岡駅があることもあり停車場線としての役割も担っている。本来の旧町部同士を結ぶという役割は比較的薄く、地域の生活の根底を支えるという役割のほうが重要となっている路線である。

### 路線データ
- 起点：福井県坂井市春江町江留中
- 終点：同市丸岡町一本田中

## 道路状況
非常に右左折や重複が多い路線であり、全線通しての利用はほとんどない。さらにこの右左折、重複の交差点が非常にわかりづらく、鋭角に曲がるものや若干重複してすぐ分かれるといった類の都市型の険道の特徴を多く備えている。起点から終点まで快走できるのは終点までと福井県道10号との重複区間のみで、他は住宅街の道路をやや広くした程度の道路が続く全線を通して通行する必要は全くない道路である。

## 接続路線
- 国道8号（終点）
- 福井県道10号丸岡川西線（重複）
- 福井県道29号福井金津線（福井県道10号と重複）
- 福井県道106号三国丸岡停車場線（重複）
- 福井県道109号南横地芦原線（重複）
- 福井県道234号福井空港線（起点）

## 沿線
- ハピラインふくい線 丸岡駅
- えちぜん鉄道三国芦原線 西長田ゆりの里駅